# TSV Germania Windeck
TSV Germania Windeck is een Duitse sportvereniging uit het tot de gemeente Windeck behorende stadsdeel Dattenfeld. Tot eind juni 2009 luidde de naam FC Germania Dattenfeld. Naar aanleiding van een fusie met TSV Dreisel werd de vereniging in TSV Germania Windeck omgedoopt. Naast de voetbaltak kan er bij de vereniging ook aan tennis, damesturnen, judo en volleyball gedaan worden.

## Geschiedenis
De vereniging werd in 1910 opgericht. De eerste opmerkelijke prestatie van de club was de promotie van het eerste voetbalelftal (toen nog onder de naam FC Germania Dattenfeld) naar de Landesliga in het jaar 1999. Reeds in 2001 werd de titel in de Landesliga behaald en daarmee promotie naar de Verbandsliga Mittelrhein, waar men als nieuwkomer direct de 2e plaats behaalde.
In het seizoen 2006/2007 werd de club kampioen en promoveerde zo naar de Oberliga Nordrhein. In het eerste seizoen eindigde de club op de 8e plaats en kwalificeerde zich daarmee voor de nieuwe NRW-Liga (5e niveau) waar men in het eerste seizoen op de 10e plaats eindigde.
In het tweede seizoen in de NRW-Liga eindigde Germania als 3e in de ranglijst en greep zo net naast promotie naar de Regionalliga. In het 2e seizoen eindigde de club als 2e en verkreeg zo het recht te promoveren. Om financieel-economische redenen zag de club daar echter vanaf. De club zag zelfs af van het startrecht in de NRW-Liga en begon het seizoen 2011/12 op het 6e niveau in de Mittelrheinliga. De club eindigde het seizoen 2011/12 als 5e in de eindrangschikking en kwalificeerde zich daarmee opnieuw voor de, door opheffing van de NRW-liga, naar het 5e niveau van de Duitse voetbalpiramide gepromoveerde Mittelrheinliga. In 2017 degradeerde de club. 